# Algernon Swinburne
Algernon Charles Swinburne (Londra, 5 aprile 1837 – Putney, 10 aprile 1909) è stato un poeta e drammaturgo britannico, di epoca vittoriana.

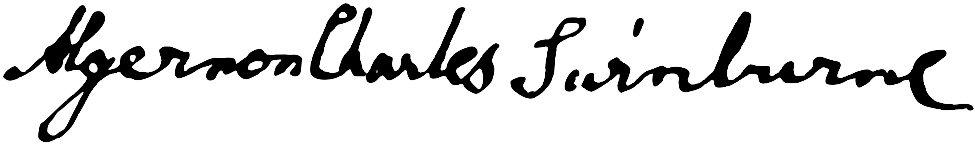
Firma

Attivo nella cerchia estetista, romantica e poi decadente, conobbe Oscar Wilde e altri celebri intellettuali e artisti dello stesso ambiente, frequentando la Confraternita dei Preraffaelliti e stringendo amicizia con Dante Gabriel Rossetti. Personalità eccentrica, con un forte gusto della provocazione artistica, ispirato da letterati come il marchese de Sade, Percy Bysshe Shelley e Charles Baudelaire, ai suoi tempi la sua poesia fu molto controversa, per via dei suoi temi (sadomasochismo, tematica del suicidio, lesbismo, irreligiosità); la sua lirica è inoltre caratterizzata da originali soluzioni versificatorie, dal culto della paganità e del Medioevo idealizzato, e della libertà assoluta. Dal 1903 al 1909 fu costantemente candidato al Premio Nobel per la Letteratura. Con Alfred Edward Housman, Robert Browning, Alfred Tennyson, Ernest Dowson e William Butler Yeats, è considerato uno dei poeti lirici più rappresentativi della letteratura vittoriana.

## Biografia

### Origini ed educazione

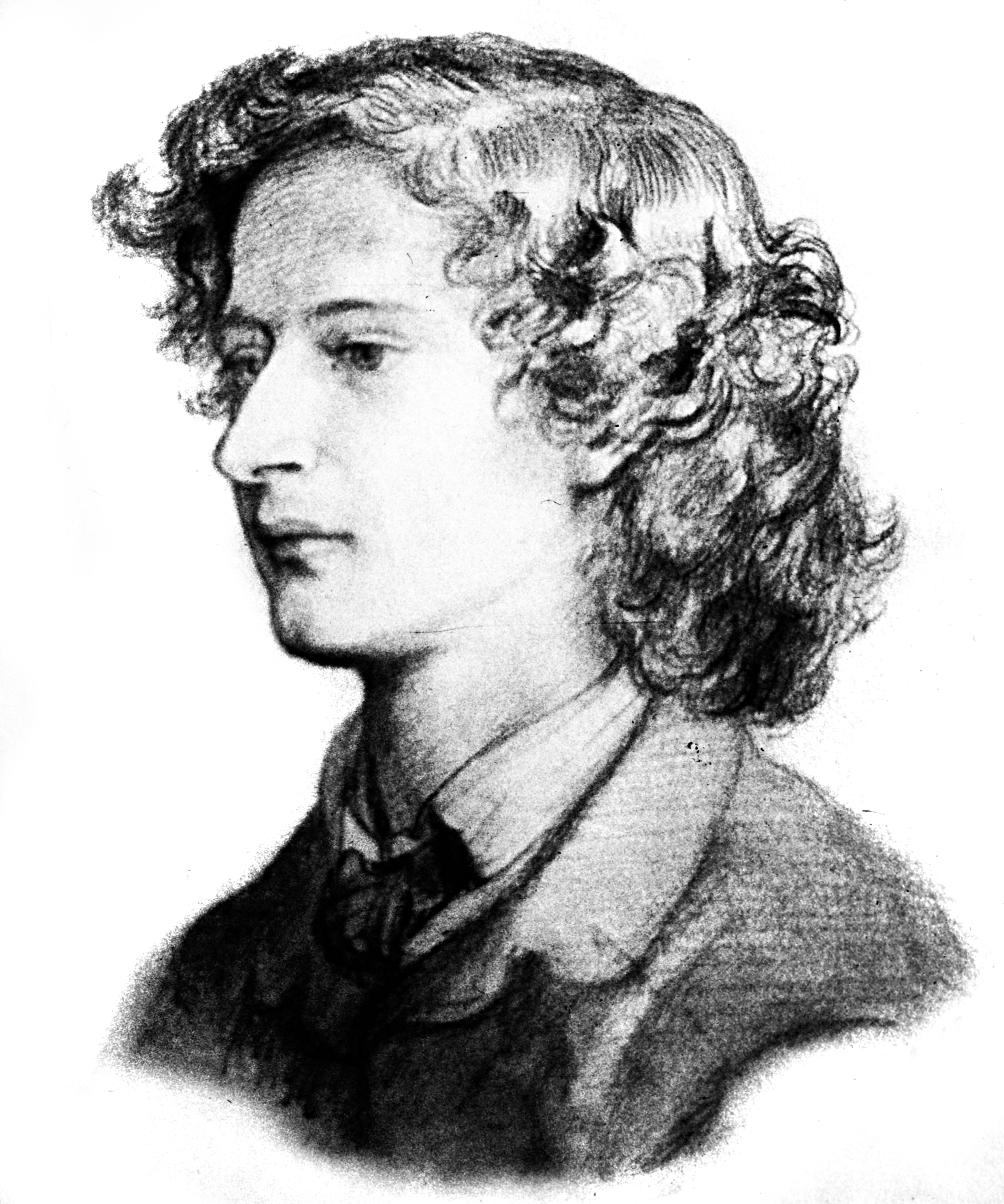
Il giovane Swinburne in uno schizzo di Dante Gabriel Rossetti

Nacque da famiglia aristocratica a Londra, al numero 7 di Chester Street, Grosvenor Place. Suo padre era l'ammiraglio Charles Henry, figlio di un gentiluomo educato in Francia, abituato a vestire e a pensare come un aristocratico francese d'Ancien régime; sua madre, lady Jane, era figlia del terzo conte di Ashburnham.
Crebbe all'Isola di Wight, dove i genitori avevano diverse proprietà, e a Capheaton Hall, vicino a Wallington nel Northumberland. La prima formazione l'ebbe in casa; dai genitori apprese il francese e l'italiano. Parallelamente ricevette una solidissima educazione religiosa anglicana. Ebbe una passione adolescenziale per una cugina, Mary Gordon, che tuttavia, con grande dolore di lui, lo lasciò per sposarsi con un altro.
Studiò poi a Eton, quindi al Balliol College di Oxford, dove conobbe Dante Gabriel Rossetti, William Morris ed Edward Burne-Jones, tutti e tre impegnati, nel 1857, ad ornare con affreschi ispirati al ciclo arturiano le mura dell'Oxford Union. Rivelò doti eccezionali nello studio della letteratura e delle lingue antiche.
Si distinse però anche per la mancanza di disciplina e le pose provocatorie. Fu proprio il direttore del Balliol, Benjamin Jowett, che in considerazione delle sue capacità lo salvò una volta dall'espulsione, per avere celebrato in versi Felice Orsini (il patriota italiano che aveva cercato di assassinare Napoleone III). Tuttavia (come poi Oscar Wilde) nel 1859 non fu possibile evitarne l'espulsione (la pena, presso le università inglesi, era definita rustication).

### L'attività poetica e la personalità eccentrica
Alcuni dei suoi primi e tuttora ammirati componimenti s'inseriscono nel culto tipicamente vittoriano del Medioevo, e alcuni di essi si rifanno a quell'epoca sia per lo stile che per il tono e la costruzione (The Leper, Laus Veneris e St. Dorothy). È in essi evidente il culto che Swinburne tributava a Percy Bysshe Shelley, col quale aveva notevoli tratti di analogia: anche lui era nato da famiglia aristocratica e nutriva sentimenti libertari, e anche lui aveva studiato a Eton e si era distinto nell'appassionato studio dei classici; erano entrambi stati espulsi per le loro idee dal college; ma la somiglianza si estendeva anche a certe qualità personali e caratteriali, come un'estrema volubilità, l'abbondanza della vena poetica, l'anticonformismo esibito e il nervosismo nel gioco analogico.

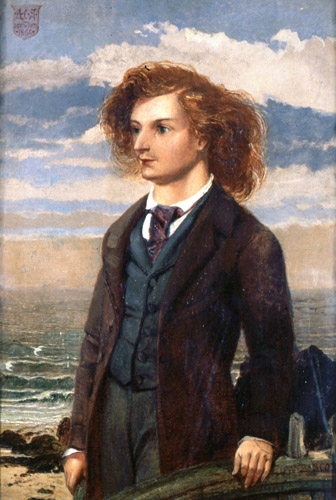
Swinburne ritratto in giovane età da William Bell Scott (1860)

Uscì da Oxford nel 1860, stringendo un sodalizio con Dante Gabriel Rossetti. Alla morte della moglie di quest'ultimo, la modella dei Preraffaelliti Elizabeth Siddal, suicida nel 1862, il poeta e il pittore andarono a vivere insieme in Tudor House, al nº 16 di Cheyne Walk, Chelsea. Rossetti ritrasse Swinburne alcune volte, negli anni, secondo l'estetica preraffaellita, soprannominandolo "piccolo amico northumbriano", a causa della bassa statura (5 piedi, ossia circa 1,52 m).
La sua corporatura era goffa, la voce sgradevolmente acuta e l'atteggiamento dimesso, facendo sì che Swinburne fosse apparentemente quanto di più lontano dall'ardimento espresso dai suoi rivoluzionari versi; per contro, aveva un'insospettabile forza fisica (fu tra l'altro il primo a scalare Culver Cliff nell'Isola di Wight). Possedeva, per giunta, un carattere altamente eccitabile, al quale si dovevano occasionali eccessi enfatici, durante i quali declamava versi a gran voce, abbandonandosi a gesti spropositati. Alcuni eccessi morbosi avuti in pubblico, per quanto molto rari, diedero a pensare che fosse epilettico. Peggiorava il tutto il suo alcolismo, a causa del quale molto spesso doveva essere ricondotto a casa, alle ore piccole, a forza di braccia.

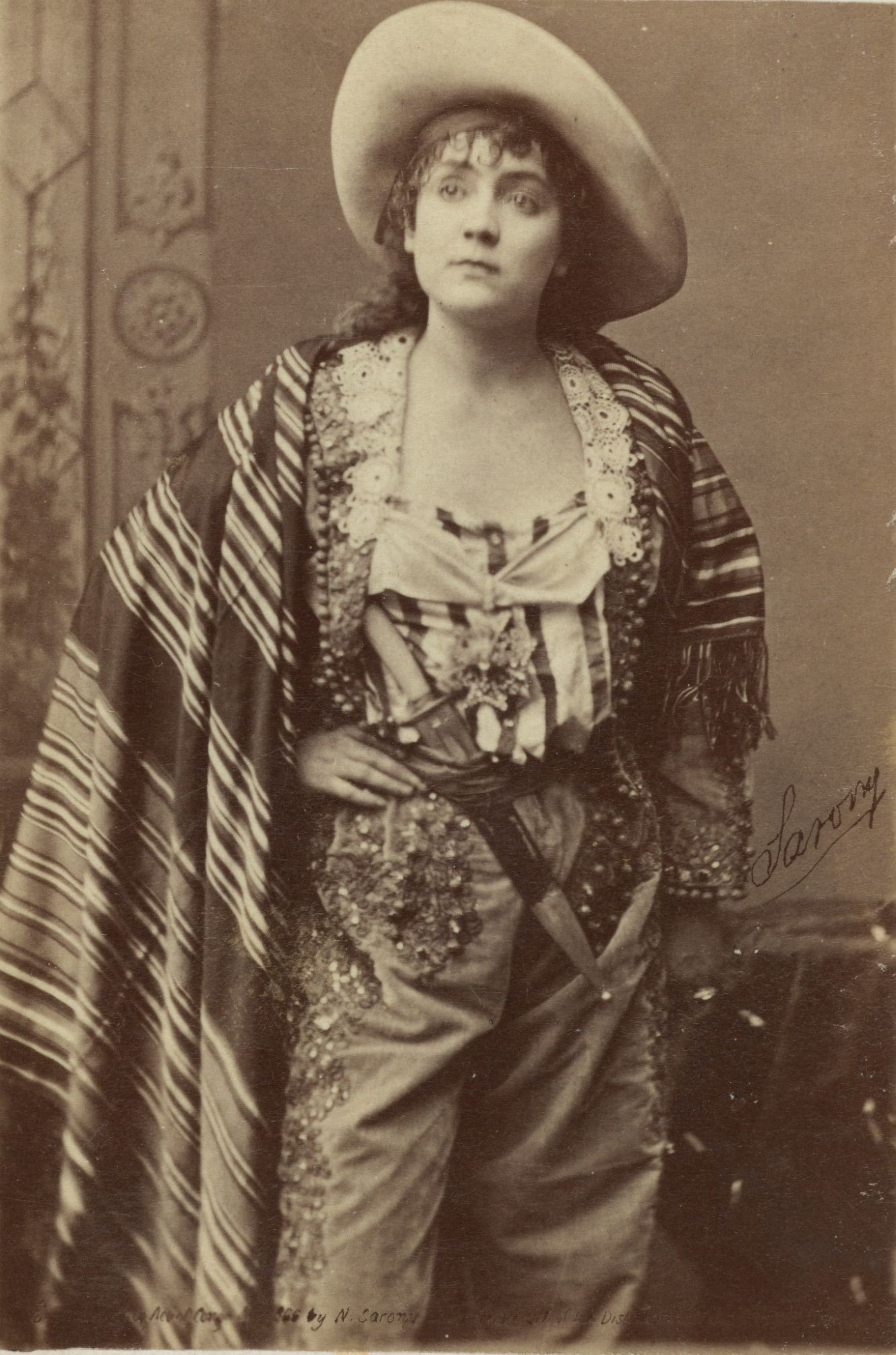
Adah Isaacs Menken in costume di scena (1866)

Aveva pubblicato solo pochi componimenti su rivista quando diede alle stampe il poema drammatico (destinato però alla sola lettura) Atalanta in Calydon (1865), a cui arrise un successo eccezionale. Solo un anno dopo gli scandalosi versi di Laus Veneris e Poems and Ballads gli diedero fama di poeta immorale, scatenando una campagna diffamatoria secondo molti perfettamente inutile: molte delle perversioni descritte da Swinburne erano un fatto puramente letterario. Secondo altri Swinburne era bisessuale, e aveva imparato a Eton tecniche erotiche sadomasochiste come, in particolare, la flagellazione e l'autoflagellazione; gli sono attribuite almeno due relazioni omosessuali, con Richard Monckton Milnes, che gli fece scoprire il De Sade, e con il viaggiatore Richard Francis Burton. Egli manifestava spesso atteggiamenti masochistici o di algolagnia, ossia raggiungere il piacere sessuale attraverso il dolore fisico, e questa era la principale sua attività sessuale; una diceria vuole che Dante Gabriel Rossetti tentò di "convertirlo all'eterosessualità" e fargli abbandonare le pratiche di autoflagellazione facendolo incontrare con l'artista circense (divenuta poi molto nota come attrice, pittrice e poetessa) Adah Menken; costei, rinunciando, avrebbe detto: "Non riesco a fargli capire che mordere non serve a niente". Swinburne ebbe una relazione con la Menken per sei settimane: si dice che Rossetti le abbia offerto del denaro per allontanare Swinburne dalla flagellazione, ma dopo un mese e mezzo lei dovette abbandonare la sfida e restituire i soldi. Già nel dramma inedito giovanile del 1858-1859, Laugh and Lie Down, Swinburne tratteggia le caratteristiche erotiche di una donna che ritorna in tutta la sua produzione: la protagonista Imperia è libertina, dissoluta, imperiosa e crudele, anticipando quindi i romanzi di Leopold von Sacher-Masoch, come Venere in pelliccia (1870).
È considerato un poeta e una tipica personalità decadente, benché ostentasse più vizi di quanti in realtà avesse, fatto sul quale Oscar Wilde ebbe a pronunciarsi in maniera piuttosto salace. Le chiacchiere sul suo conto, ben lungi dall'avvilirlo, lo spronarono ad assumere atteggiamenti sempre più provocatori, fino a lasciar correre su di sé voci che lo volevano pederasta, e persino amante di una scimmia. Secondo Oscar Wilde nulla di tutto ciò era vero; per lui, Swinburne era solo "un fanfarone, riguardo ai propri vizi, che ha fatto tutto il possibile per convincere il mondo della sua omosessualità e della sua bestialità quando non era né omosessuale né bestiale".
Nel 1864 compì un viaggio in Italia, fermandosi per breve tempo tra Firenze e Fiesole. Nel 1868 Swinburne affittò con un amico, George Powell, una casa a Étretat, battezzandola Chaumière de Dolmancé ("cottage di Dolmancé", dal nome di un personaggio de La filosofia nel boudoir di Sade), dove visse le vacanze, e ricevette nell'estate del 1870 una visita del giovane Guy de Maupassant, che lo salvò dall'annegamento (il poeta stava nuotando nel mare della Normandia quando rischiò di affogare, e Maupassant, buon nuotatore, e altri si tuffarono e lo trassero in salvo) e per riconoscenza fu invitato a pranzo e trascorrere la giornata nella villa. Secondo quanto Maupassant raccontò nel 1875 a Edmond de Goncourt e Gustave Flaubert, lo scrittore francese rimase vivamente impressionato dalla presenza di ossa umane su un tavolo, strane pitture alle pareti e una bertuccia vestita di tutto punto che dormiva nel letto di Powell, oltre a diverse stranezze ed eccentricità esibite. Jean Lorrain si sarebbe ispirato a questo racconto, e anche Goncourt, nel suo romanzo La Fausta (1881) ispira il personaggio di Georges Selwyn, il sadico amatore di ragazzine, a Swinburne così come appare dal racconto di Maupassant.

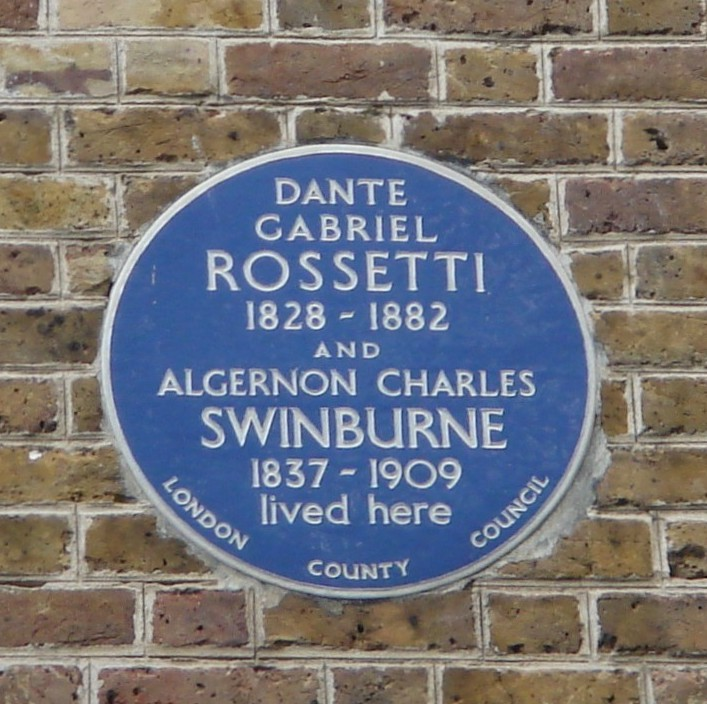
Targa blu al n. 16 di Cheyne Walk, Chelsea, Londra, sulla casa dove vissero Swinburne e Rossetti.

Altre bizzarre avventure le visse a Londra con i co-inquilini, Rossetti e George Meredith; dopo la morte della moglie, Rossetti era ossessionato dalla morte e dava segni di squilibrio; i due amici lo persuasero a riesumare il corpo della moglie Elizabeth e a recuperare il manoscritto delle sue poesie sepolto con lei, che Rossetti pubblicò nel 1870 in una raccolta intitolata Poems. Insieme al proprio agente Charles Augustus Howell, Rossetti ottenne il permesso di aprire la tomba della Siddal di notte, per recuperare il quaderno di poesie. Howell (che viene ricordato come noto mentitore), presente alla riesumazione, raccontò fantasiosamente che il corpo della Siddal aveva mantenuto intatta la propria bellezza, e che i capelli avevano continuato a crescerle a dismisura. Rossetti scrisse una lettera a Swinburne dove gli rivelava di aver seguito il "consiglio" e di voler pubblicare i versi della moglie.
Nel 1882 Rossetti, dopo aver tentato il suicidio più volte, sarebbe morto di paralisi, quando Swinburne ormai aveva diviso la sua strada da quella degli amici. Di là dalla leggenda, Swinburne fu difatti comunque abbastanza sregolato, da patire realmente, nel corso degli anni, di varie sofferenze fisiche e incidenti domestici per cui lasciava spesso la casa famigliare per alcuni ricoveri, finché ebbe un tracollo psicofisico a circa 40 anni.

### Gli anni aThe Pines

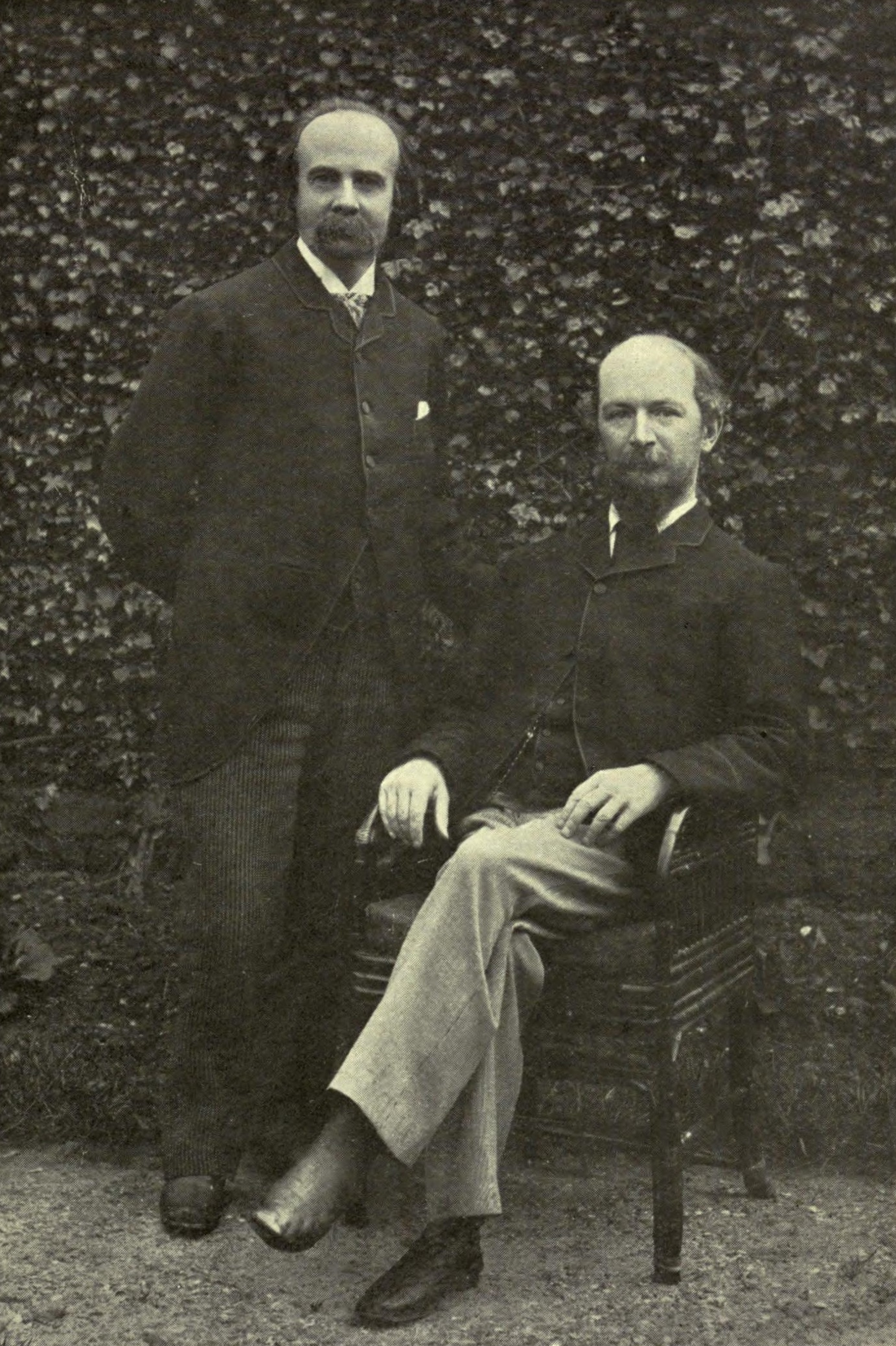
Swinburne e il suo avvocato e amico Theodore Watts-Dunton

Nel 1877 morì il padre e iniziarono i suoi problemi economici. Nel 1878 Victor Hugo lo invitò pubblicamente a Parigi per le celebrazioni del centenario della morte di Voltaire (30 maggio 1778), ma il poeta inglese dovette rinunciare a causa della salute malferma, scrivendo comunque un lamento funebre per Baudelaire (morto nel 1867). Nel 1879, quasi impossibilitato a muoversi e seriamente malato dall'inverno dell'anno precedente a causa della trascuratezza, delle complicanze dell'alcolismo e del faticoso lavoro poetico a cui si era comunque sottoposto, Swinburne era sul punto di morire; fu preso allora sotto una sorta di "tutela" dall'amico Theodore Watts-Dunton, avvocato e suo consulente legale (su consenso della madre di Swinburne, Lady Jane, e delle sorelle), che lo accudì nella villa di famiglia di "The Pines", Putney, nei pressi di Londra (oggi inglobato nel distretto di Wandsworth), fino alla fine dei suoi giorni; per i successivi trent'anni, Swinburne visse a The Pines con la famiglia dell'amico, e fu costretto da Watts-Dunton a rinunciare alla propria vita dissipata e a disintossicarsi dall'alcol. Watts-Dunton gli impose di non frequentare più i suoi vecchi amici di Londra, al punto di restringere le sue attività e controllare anche la sua posta, imponendogli di bere al massimo una bottiglia di birra a pranzo; è ritenuto che tutto ciò lo abbia quasi sicuramente salvato da morte precoce.
Questa profonda crisi lo indusse comunque a smettere gli atteggiamenti giovanilmente ribelli e ad assumere una certa rispettabilità sociale, anche se continuò a scrivere, con meno successo di un tempo (è stato detto che Watts "salvò l'uomo ma uccise il poeta"), ma in maniera perfino più massiccia e cospicua, non solo poesia (addirittura la parte più numerosa della sua produzione è di questo periodo, e molta fu pubblicata postuma) ma drammi e saggi di critica letteraria, specie su autori di epoca elisabettiana come William Shakespeare. Nel 1882 pubblicò un componimento in memoria di Rossetti, dopo aver ricevuto la notizia del decesso improvviso dell'amico; lo stesso anno Swinburne e Watts-Dunton fecero un viaggio in Francia, dove incontrarono a cena l'anziano Victor Hugo, ma raramente Swinburne si mosse più da Putney, rifiutando anche un successivo viaggio a Cambridge di ritorno dalla Francia. Nel 1896 morì la madre, a 87 anni, celebrata dal figlio con la doppia elegia The High Oaks: Barking Hall.
Il suo isolamento sociale si accentuò in séguito all'insorgere della sordità; nel 1903 si ammalò gravemente di polmonite ma sopravvisse, pur rimanendo con problemi respiratori. Nella primavera del 1909 Swinburne contrasse l'influenza, sviluppando nuovamente la polmonite, e morì a 72 anni, in casa dell'amico, la mattina del 10 aprile. Il 15 aprile 1909 fu sepolto nel cimitero di San Bonifacio ("Bonchurch Cemetery") nell'Isola di Wight, nei pressi della tomba di famiglia; alle esequie parteciparono amici, estimatori e l'unica sua parente in vita, la sorella più giovane, Isabel.

## L'opera e la tecnica versificatoria
La sua padronanza del lessico, della rima e del metro lo collocano probabilmente tra i più dotati poeti inglesi di ogni tempo, benché sia stato anche molto criticato per lo stile ampolloso e per le scelte lessicali "per la rima" più che "per il senso". È l'eroe implicito del terzo volume della capitale History of English Prosody (Storia dell'arte del verso inglese) di George Saintsbury, e Alfred Edward Housman, critico più misurato e a tratti addirittura ostile, ha dedicato molti paragrafi elogiativi alla sua abilità di rimatore.

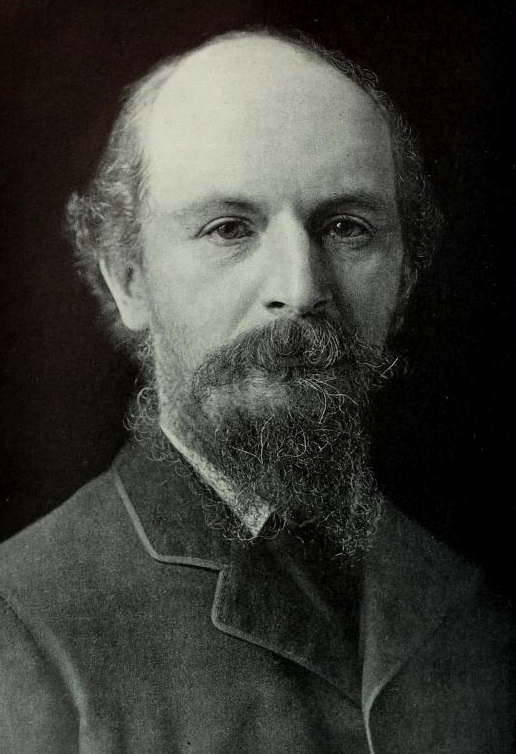
Swinburne in età matura

L'opera di Swinburne ha conosciuto una certa popolarità tra gli studenti di Oxford e Cambridge, benché oggi incontri molto meno i gusti del pubblico. La stessa cosa è avvenuta per quanto riguarda il grande pubblico e la critica, eccetto per Poems and Ballads. First Series e Atalanta in Calydon, che hanno sempre goduto di alto favore in àmbito accademico.

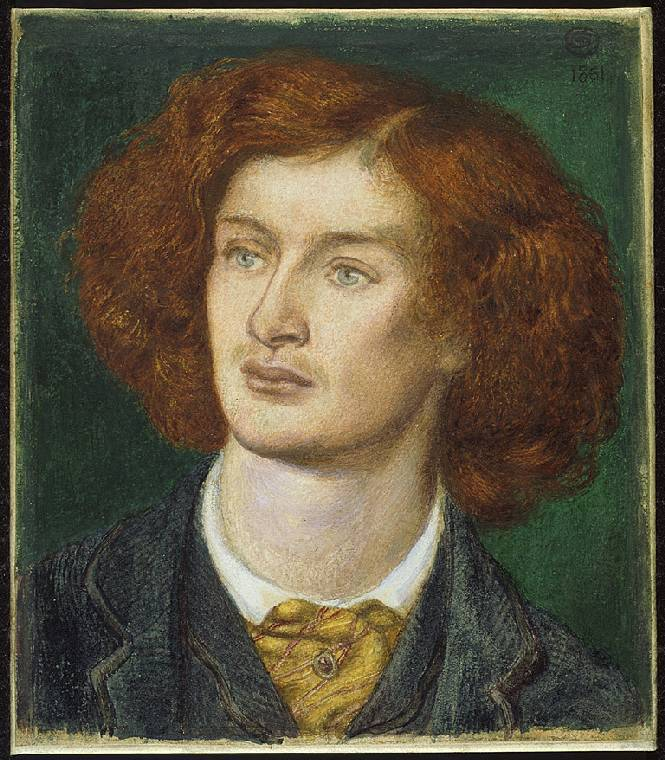
Dante Gabriel Rossetti, Ritratto di Algernon Charles Swinburne

Giocò a sfavore di Swinburne l'essere consacrato primo poeta inglese, e successore di Alfred Tennyson e Robert Browning intorno ai 30 anni d'età, dopo la pubblicazione delle prime due opere. Conservò questo prestigio fino alla morte, ma critici consapevoli come Alfred Edward Housman percepirono, a torto o a ragione, che porlo tra i massimi poeti inglesi era una forzatura eccessiva. È verosimile che Swinburne stesso ne fosse conscio. Dotato di una finissima intelligenza, lui stesso, nella maturità, attivo come critico, era convinto che la vecchiaia comportasse crescenti cinismo e insincerità.
Invecchiare, per lui, non fu ovviamente cosa facile. Ma tutta l'opera di Swinburne, di cui si apprezzano più il senso formale e l'arditezza di molte soluzioni, è l'opera di costruzione di un genio della parola, in cui è molto difficile cogliere il più sincero motivo ispiratore. Per questo è rimasta famosa la definizione che di lui diede Walt Whitman, that damned simulacrum: pronto ad accogliere nel suo universo poetico, con atteggiamento di sperimentatore, argomenti, suggestioni, forme, colori da qualunque parte gli venissero, secondo il critico Richard Church non ha portato a perfetta maturità interiore nessuna delle tematiche affrontate.
Dopo i primi Poems and Ballads, che scandalizzarono per le poesie a tema erotico e sadomasochistico come Anactoria, ispirata alle vicende di Saffo («Ah, s'io potessi bermi le tue vene / come vino, e nutrirmi del tuo seno / come di miele, e che dal capo ai piedi / fosse il tuo corpo tutto consumato, / e la tua carne nella mia sepolta!» fa dire Swinburne alla poetessa di Lesbo), la poesia di Swinburne fu sempre più interessata da temi filosofici e politici, soprattutto in merito all'Unità d'Italia, vedere il volume dei Songs before Sunrise, un insieme di poesie d'amore e politiche, ispirate queste ultime dal suo incontro con Giuseppe Mazzini, già suo idolo politico, per cui scrisse anche l'Ode a Mazzini e a cui dedicò il Canto d'Italia; dopo l'incontro col patriota italiano, che lo investì della missione di "aedo della libertà", Swinburne politicamente si convertì ancora più alla causa del repubblicanesimo radicale (già in passato aveva esaltato Felice Orsini). L'amore per l'Italia e la sua letteratura, ereditato dalla madre, lo univa anche a Dante Gabriel Rossetti, di origine italiana e grande appassionato di Dante e del dolce stil novo, tanto al punto di essere appellato anche in Inghilterra come l'aedo d'Italia.
Che ti piegò e ti impose la catena;

Italia! Dalla rottura dei legami,

Il movimento di tutte le terre;

Amata, o madre degli uomini, o regina degli uomini,

Sorgi, appari, mostrati!»
(Canto d'Italia)
Scrisse ancora poesia d'amore, ma dai contenuti meno traumatizzanti. La sua tecnica versificatoria, specialmente l'inventiva nell'uso della rima, rimase eccelsa fino all'ultimo.
Le sue opere includono: Atalanta in Calydon, Tristram of Lyonesse, altri Poems and Ballads (distinti in Series I, II e III, quest'ultima contenente la parte più controversa della sua opera), Songs before Sunrise e Lesbia Brandon (pubblicata postuma).
Thomas Stearns Eliot, leggendo i saggi di Swinburne sui drammaturghi elisabettiani in The Contemporaries of Shakespeare e The Age of Shakespeare, e i libri di Swinburne su William Shakespeare e Ben Jonson, notò che, essendo anche le osservazioni di un poeta su altri poeti, aveva comunque una tale padronanza della materia da renderlo "una guida più affidabile rispetto a Hazlitt, Coleridge o Lamb", i tre predecessori romantici di Swinburne. Tuttavia notò, a proposito della prosa di Swinburne, "una tumultuosa raffica di aggettivi, un profluvio incessante di frasi disorganiche, [che] sono indizio dell'indisciplinatezza e fors'anche della pigrizia di una mente disordinata".
Giuseppe Chiarini lo considera invece il più poetico dei lirici inglesi dopo Shelley.
La poesia di Swinburne viene citata nel romanzo di Jack London Martin Eden; il protagonista in particolare legge gli ultimi quattro versi della penultima strofa prima di suicidarsi. Si tratta dei versi del poemetto Il giardino di Proserpina (da non confondere con il quasi omonimo Inno a Proserpina, dove il poeta canta l'ascesa del cristianesimo tardoantico e lamenta la fine del paganesimo classico romano).
(Il giardino di Proserpina, traduzione di A. Cozza)
In Swinburne convergono infatti l'amore per la mitologia greca e la religione ellenica, il maledettismo moderno e il fascino della cristianità medievale, sotto l'influenza del ciclo arturiano, tema tipico del preraffaelismo.

## Opere

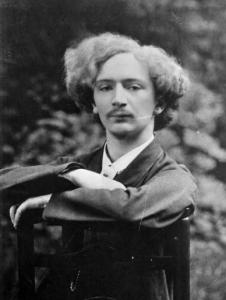
Swinburne nel 1870

### Opere principali
- The Queen Mother (1860)
- Rosamond (1860)
- Atalanta in Calydon (1865)
- Poems and Ballads (1866)
- William Blake (prosa) (1868)
- Songs before Sunrise (1871)
- Bothwell (1874)
- Essays and Studies (1875)
- Erechteus (1876)
- A Year's Letters (1877)
- Poems and Ballads. Second Series (1878)
- A Study of Shakespeare (1880)
- Mary Stuart (1881)
- Tristram of Lyonesse (1882)
- Poems and Ballads. Third Series (1889)
- Studies in Prose and Poetry (1894)
- The Tale of Balen (1896)
- First Collected Edition of Poems and Plays, 11 voll. (1904)
- Un'antologia dell'opera di Swinburne è Poems and Prose of A. C. S. with an introduction by Richard Church, Everyman's Library, London 1940 e edd. sgg.

### Lista delle opere complete

#### Poesia
- Poems and Ballads. London: Moxon, 1866, published in U.S. as Laus Veneris, and other poems and ballads. New York: Carleton, 1866.
- A Song of Italy. Boston: Ticknor & Fields, 1867.
- Songs before Sunrise. Boston: Roberts Brothers, 1871.
- Songs of Two Nations. London: Chatto & Windus, 1875.
- Studies in Song. London: Chatto & Windus, 1880.
- Poems and Ballads: Second series. London: Chatto & Windus, 1878. New York: Crowell, ca. 1885.
- Specimens of Modern Poets: The Heptalogia; or, The seven against sense. London: Chatto & Windus, 1880.
- Tristam of Lyonesse, and other poems. London: Chatto & Windus, 1882; Portland, ME: Mosher, 1904.
- A Century of Roundels. New York: Worthington, 1883.
- A Midsummer Holiday, and other poems. London: Chatto & Windus, 1884.
- Poems and Ballads: Third series. London: Chatto & Windus, 1889.
- Selections from the Poetical Works. London: Chatto & Windus, 1889.
- Songs of the Springtides. London: Chatto & Windus 1891.
- Astrophel, and other poems. London: Chatto & Windus; New York: Scribner, 1894.
- The Tale of Balen. New York: Scribner, 1896.
- Robert Burns. A poem. Edinburgh: Burns Centenary, 1896.
- A Word for the Navy. London: George Redway, 1896.
- Poems and Ballads: Second & third series. Portland, ME: Mosher, 1902.
- A Channel Passage, and other poems. London: Chatto & Windus, 1904.
- Poems. (6 volumes), London: Chatto & Windus, 1904; (6 volumes), New York: Harper, 1904. Volume 1, Volume 2, Volume 3, Volume 4, Volume 5, Volume 6.
- Anactoria, and other lyrical poems. New York: M. Kennerley, 1906.
- The Marriage of Monna Lisa. London: privately printed, 1909.
- In the Twilight. London: privately printed, 1909.
- The Portrait. London: privately printed, 1909.
- The Chronicle of Queen Fredegond. London: privately printed, 1909.
- Of Liberty and Loyalty. London: privately printed, 1909.
- Ode to Mazzini. London: privately printed, 1909, edizione definitiva.
- The Ballade of Truthful Charles, and other poems. London: privately printed, 1910.
- The Ballade of Villon and Fat Madge. London: privately printed, 1910.
- Border Ballads. Boston: Bibliophile Society, 1912.
- Lady Maisie's Bairn and other poems. London: privately printed, 1915.
- Poems from "Villon", and other fragments. London: privately printed, 1916.
- Poetical Fragments. London: privately printed, 1916.
- Posthumous Poems (edited by Edmund Gosse and Thomas James Wise). London: Heinemann, 1917.
- Rondeaux Parisiens. London: privately printed, 1917.
- The Italian Mother, and other poems. London: privately printed, 1918.
- The Ride from Milan, and other poems. London: privately printed, 1918.
- A Lay of Lilies, and other poems. London: privately printed, 1918.
- Queen Yseult, A poem in six cantos. London: privately printed, 1918.
- Lancelot, The death of Rudel, and other poems. London: privately printed, 1918.
- Undergraduate Sonnets. London: privately printed, 1918.
- French Lyrics, privately printed (London), 1919.
- Ballads of the English Border (edited by William A. MacInnes). London: Heinemann, 1925.

#### Opere teatrali
- The Queen-Mother and Rosamond: Two plays. Pickering, 1860; Boston: Ticknor Fields, 1866.
- Atalanta in Calydon. London: Moxon, 1865; Boston: Ticknor Fields, 1866.
- Chastelard. London: Moxon, 1865; New York: Hurd Houghton, 1866.
- Bothwell: A tragedy. London: Chatto & Windus, 1874.
- Erechtheus: A tragedy. London: Chatto & Windus, 1876.
- Mary Stuart. New York: Worthington, 1881.
- Marino Faliero. London: Chatto & Windus, 1885.
- Locrine: A tragedy. New York: Alden, 1887.
- The Sisters: A tragedy. New York:, United States Book Company, 1892.
- Rosamund, Queen of the Lombards: A tragedy, Dodd, 1899.
- The Tragedies of Algernon Charles Swinburne. (5 volumes), London: Chatto & Windus, 1906; New York: Harper, 1906. Volume I, Volume II, Volume III, Volume IV, Volume V.
- The Duke of Gandia. New York: Harper, 1908.
- A Criminal Case. London: privately printed, 1910.
- The Cannibal Catechism. London: privately printed, 1913.
- Felicien Cossu: A Burlesque. London: privately printed, 1915.
- Theophile. London: privately printed, 1915.
- Ernest Clouet. London: privately printed, 1916.
- A Vision of Bags. London: privately printed, 1916.
- The Death of Sir John Franklin. London: privately printed, 1916.
- The Queen's Tragedy. London: privately printed, 1919.

#### Romanzi
- Love's Cross-Currents: A year's letters (novel). Portland, ME: Mosher, 1901; London: Chatto & Windus, 1905.
- Lesbia Brandon (edited by Randoph Hughes). London: Falcon Press, 1952,
- The Novels of A.C. Swinburne. Farrar, Straus Cudahy, 1962.

#### Racconti brevi
- Les Fleurs du Mal, and other stories. London: privately printed, 1913.

#### Saggi, prosa e critica letteraria
- Notes on Poems and Reviews. London: J.C. Hotten, 1866.
- William Blake: A critical essay. London: Hotten, 1868; New York: Dutton, 1906.
- Notes on the Royal Academy Exhibition, 1868 (with William Michael Rossetti). London: Hotten, 1868.
- Under the Microscope. London: D. White, 1872; Portland, ME: Mosher, 1899.
- George Chapman: A critical essay. London: Chatto & Windus, 1875.
- Essays and Studies. London: Chatto & Windus, 1875.
- Note of an English Republican on the Muscovite Crusade. London: Chatto & Windus, 1876.
- A Note on Charlotte Brontë. London: Chatto & Windus, 1877.
- A Study of Shakespeare. New York: Worthington, 1880.
- A Study of Victor Hugo. London: Chatto & Windus; New York: Worthington, 1886.
- Miscellanies. London: Chatto & Windus; New York: Worthington, 1886.
- A Study of Ben Jonson. London: Chatto & Windus; New York: Worthington, 1889.
- Studies in Prose and Poetry. London: Chatto & Windus; New York: Scribner, 1894.
- Percy Bysshe Shelley. Philadelphia, PA: Lippincott, 1903.
- The Age of Shakespeare. New York: Harper, 1908.
- Shakespeare. London, New York, Toronto, Melbourne: Henry Frowde for Oxford University Press, 1909.
- Charles Dickens. London: Chatto & Windus, 1913.
- A Pilgrimage of Pleasure: Essays and studies. Boston: R.C. Badger, 1913.
- A Study of Victor Hugo's "Les Miserables". London: privately printed, 1914.
- Pericles, and other studies. London: privately printed, 1914.
- Thomas Nabbes: A Critical Monograph. London: privately printed, 1914.
- Christopher Marlowe in Relation to Greene, Peele and Lodge. London: privately printed, 1915.
- The Character and Opinions of Dr. Johnson. London: privately printed, 1918.
- Contemporaries of Shakespeare. London: Heinemann, 1919.

#### Traduzioni
- The Book of François Villon: The little testament and ballads translated into English verse by Algernon Charles Swinburne, Dante Gabriel Rossetti and John Payne, Boston: International Pocket Library, 1931.

#### Edizioni da collezione
- Complete Works (edited by Edmund Gosse & Thomas J. Wise). (20 volumes), London: Heinemann/ Wells, 1925-1927.
- New Writings (edited by Cecil Y. Lang). Syracuse, NY: Syracuse University Press, 1964.

#### Epistolari
- The Swinburne Letters (edited by Cecil Y. Lang). (6 volumes), New Haven, CT: Yale University Press, 1962.
- Uncollected Letters (edited by Terry L. Meyers). (3 volumes), London: PIckering & Chatto, 2004.

## Ascendenza
|                                               |                                             |                                            | Genitori                                  |  |  | Nonni |  |  | Bisnonni                         |  |  | Trisnonni                         |  |
|                                               |                                             |                                            |                                           |  |  |       |  |  | 8. Edward Swinburne, V baronetto |  |  | 16. John Swinburne, III baronetto |  |
|                                               |                                             |                                            |                                           |  |  |       |  |  | 8. Edward Swinburne, V baronetto |  |  | 16. John Swinburne, III baronetto |  |
|                                               |                                             | 17. Mary Bedingfield                       |                                           |  |  |       |  |  | 8. Edward Swinburne, V baronetto |  |  |                                   |  |
| 4. John Swinburne, VI baronetto               |                                             |                                            |                                           |  |  |       |  |  | 8. Edward Swinburne, V baronetto |  |  |                                   |  |
|                                               |                                             | 9. Christian Dillon                        | 18. Robert Dillon, signore di Terrafort   |  |  |       |  |  |                                  |  |  |                                   |  |
|                                               |                                             | 9. Christian Dillon                        | 18. Robert Dillon, signore di Terrafort   |  |  |       |  |  |                                  |  |  |                                   |  |
|                                               |                                             | 9. Christian Dillon                        | 19. Martha Newland                        |  |  |       |  |  |                                  |  |  |                                   |  |
| 2. Charles Henry Swinburne                    |                                             | 9. Christian Dillon                        |                                           |  |  |       |  |  |                                  |  |  |                                   |  |
|                                               |                                             | 10. Richard Henry Alexander Bennet         | 20. Bennet Alexander Bennet               |  |  |       |  |  |                                  |  |  |                                   |  |
|                                               |                                             | 10. Richard Henry Alexander Bennet         | 20. Bennet Alexander Bennet               |  |  |       |  |  |                                  |  |  |                                   |  |
|                                               |                                             | 10. Richard Henry Alexander Bennet         | 21. Mary Ash                              |  |  |       |  |  |                                  |  |  |                                   |  |
| 5. Emilia Bennet                              |                                             | 10. Richard Henry Alexander Bennet         |                                           |  |  |       |  |  |                                  |  |  |                                   |  |
|                                               |                                             | 11. Emilia Burrell                         | 22. Peter Burrell                         |  |  |       |  |  |                                  |  |  |                                   |  |
|                                               |                                             | 11. Emilia Burrell                         | 22. Peter Burrell                         |  |  |       |  |  |                                  |  |  |                                   |  |
|                                               |                                             | 11. Emilia Burrell                         | 23. Elizabeth Lewis                       |  |  |       |  |  |                                  |  |  |                                   |  |
| 1. Algernon Swinburne                         |                                             | 11. Emilia Burrell                         |                                           |  |  |       |  |  |                                  |  |  |                                   |  |
|                                               | 12. John Ashburnham, II conte di Ashburnham | 24. John Ashburnham, I conte di Ashburnham |                                           |  |  |       |  |  |                                  |  |  |                                   |  |
|                                               | 12. John Ashburnham, II conte di Ashburnham | 24. John Ashburnham, I conte di Ashburnham |                                           |  |  |       |  |  |                                  |  |  |                                   |  |
|                                               | 12. John Ashburnham, II conte di Ashburnham | 25. Jemima Grey                            |                                           |  |  |       |  |  |                                  |  |  |                                   |  |
| 6. George Ashburnham, III conte di Ashburnham | 12. John Ashburnham, II conte di Ashburnham |                                            |                                           |  |  |       |  |  |                                  |  |  |                                   |  |
|                                               |                                             | 13. Elizabeth Crowley                      | 26. John Crowley                          |  |  |       |  |  |                                  |  |  |                                   |  |
|                                               |                                             | 13. Elizabeth Crowley                      | 26. John Crowley                          |  |  |       |  |  |                                  |  |  |                                   |  |
|                                               |                                             | 13. Elizabeth Crowley                      | 27. Theodosia Gascoyne                    |  |  |       |  |  |                                  |  |  |                                   |  |
| 3. Jane Ashburnham                            |                                             | 13. Elizabeth Crowley                      |                                           |  |  |       |  |  |                                  |  |  |                                   |  |
|                                               |                                             | 14. Algernon Percy, I conte di Beverly     | 28. Hugh Percy, I duca di Northumberland  |  |  |       |  |  |                                  |  |  |                                   |  |
|                                               |                                             | 14. Algernon Percy, I conte di Beverly     | 28. Hugh Percy, I duca di Northumberland  |  |  |       |  |  |                                  |  |  |                                   |  |
|                                               |                                             | 14. Algernon Percy, I conte di Beverly     | 29. Elizabeth Seymour, II baronessa Percy |  |  |       |  |  |                                  |  |  |                                   |  |
| 7. Charlotte Percy                            |                                             | 14. Algernon Percy, I conte di Beverly     |                                           |  |  |       |  |  |                                  |  |  |                                   |  |
|                                               |                                             | 15. Isabella Susanna Burrel                | 30. Peter Burrell (= 22.)                 |  |  |       |  |  |                                  |  |  |                                   |  |
|                                               |                                             | 15. Isabella Susanna Burrel                | 30. Peter Burrell (= 22.)                 |  |  |       |  |  |                                  |  |  |                                   |  |
|                                               |                                             | 15. Isabella Susanna Burrel                | 31. Elizabeth Lewis (= 23.)               |  |  |       |  |  |                                  |  |  |                                   |  |
|                                               |                                             | 15. Isabella Susanna Burrel                |                                           |  |  |       |  |  |                                  |  |  |                                   |  |

### Esplicative
1. ↑  Il vero George Selwyn era in realtà un personaggio storico diverso, George Augustus Selwyn (1719-1791), politico del XVIII secolo (omonimo del vescovo anglicano ottocentesco George Augustus Selwyn); era noto anche lui per le sue eccentricità, e in gioventù per la sua fama di libertino blasfemo e perverso, con la passione per il macabro e gli spettacoli violenti come le esecuzioni pubbliche, e che già aveva ispirato Charles Robert Maturin, zio di Wilde, per alcune pagine del romanzo gotico Melmoth l'errante; in età avanzata fu un personaggio salottiero e un filantropo nei confronti di alcune bambine orfane di cui era tutore.

### Altre fonti
1. ↑   Algernon Charles Swinburne, in The Nomination Database for the Nobel Prize in Literature, 1901-1950, Nobel Foundation. URL consultato il 4 febbraio 2010.
2. 1 2 3 4 5 6 7 8 9  Algernon Charles Swinburne, Encyclopedia
3. 1 2  Edmund Gosse, The Life of Algernon Swinburne, 1917 (The Macmillan Company), p. 258, cited (w/ a Google-book link) at "Archived copy". Archived from the original on 12 May 2015. Retrieved 26 November 2012.
4. ↑  Jean Overton Fuller, Swinburne. A Critical Biography, 1968, p. 163.
5. ↑  Mario Praz, Algernon Charles Swinburne, Enciclopedia Italiana
6. ↑  Romana Byrne, Aesthetic Sexuality: A Literary History of Sadomasochism, Bloomsbury USA, 2013, Aesthetic Sexuality: A Literary History of Sadomasochism - Romana Byrne - Google Libri
7. ↑  An unlikely lunch: when Maupassant met Swinburne
8. ↑  Rossetti's Coffin Confession to Swinburne
9. ↑  Algernon Charles Swinburne - Poetry Foundation
10. ↑  Swinburne, Algernon Charles
11. 1 2  Gosse (1912), 463.
12. ↑  Mario Praz, Cronache letterarie anglosassoni, p. 103
13. ↑  "Algernon Charles Swinburne è, secondo me, la natura più altamente poetica che l'Inghilterra abbia avuto dopo lo Shelley. Altri sarà artista più perfetto di lui; egli è più poeta di tutti; egli è nato poeta."

### Biografie
Si segnalano quella di Edmund Gosse (1917) e quella di Georges Lafourcade (1932).

### Studi critici
- Earle Welby, Study of Swinburne, 1926.
- Harold Nicolson, Swinburne, 1926.
- Un saggio dedicato a S. è in Max Beerbohm, And Even Now, 1926.
- Margot Kathleen Louis, Swinburne and His Gods: the Roots and Growth of an Agnostic Poetry
- Jerome McGann, con il suo Swinburne: An Experiment in Criticism (1972) ha inaugurato un nuovo corso nella critica swinburniana.